# شاختار دونيتسك
نادي شاختار دونيتسك لكرة القدم (بالأوكرانية: Футбольний клуб «Шахта́р» Доне́цьк) هو نادي كرة قدم أوكراني محترف تأسس في 24 مايو 1936. يقع مقره في مدينة دونيتسك الأوكرانية عاصمة الكيان الفيدرالي الروسي دونيتسك أوبلاست، يُعْتبَر شاختار دونيتسك واحداً من أبرز الفرق الأوكرانية والروسية ويرأسه حالياً منذ سنة 1996 الملياردير رينات أحمدوف.
كان الفريق يلعب في دوري الدرجة الأولى للبطولة السوفييتية لكرة القدم وبعد استقلال أوكرانيا أصبح من أبرز المراهنين على بطولة الدوري الأوكراني الممتاز مع دينامو كييف. حصل الفريق على المرتبة الثانية في البطولة السوفييتية مرتين (1975 و 1979) وفاز بالكأس سنوات 1961، 1962، 1980، 1983. فاز بالبطولة الأوكرانية سنوات 2002, 2005, 2006, 2008، 2010. وبالكأس سنوات 1995، 1997، 2001، 2002، 2004 ،2008. وفاز بكأس السوبر الأوكراني ثلاث مرات سنوات: 2005، 2008، 2010. كما فاز أيضاً بكأس الاتحاد الأوروبي لكرة القدم (في الوقت الحاضر دوري اليوروبا ليغ) سنة 2008/2009.

## اللاعبون

### التشكيلة الأساسية
آخر تحديث 23 سبتمبر 2022.
ملاحظة: تشير الأعلام إلى المنتخب الوطني على النحو المحدد في قواعد الأهلية للفيفا. قد يحمل اللاعبون أكثر من جنسية واحدة غير تابعة للفيفا.
| الرقم | البلد        | المركز | اللاعب                                           |
| ----- | ------------ | ------ | ------------------------------------------------ |
| 1     | أوكرانيا     | حارس   | أوليكسي شيفتشينكو                                |
| 2     | بوركينا فاسو | مهاجم  | لاسينا تراوري                                    |
| 4     | أوكرانيا     | مدافع  | سيرخي كريفتسوف                                   |
| 5     | أوكرانيا     | مدافع  | فاليري بوندار                                    |
| 6     | أوكرانيا     | وسط    | تاراس ستيبانينكو                                 |
| 7     | أوكرانيا     | وسط    | أندري توتوفيتسكي                                 |
| 8     | أوكرانيا     | وسط    | هيورهي سوداكوف                                   |
| 9     | أوكرانيا     | وسط    | ماريان شيفد                                      |
| 10    | أوكرانيا     | وسط    | ميخايلو مودريك                                   |
| 11    | أوكرانيا     | وسط    | أولكسندر زوبكوف                                  |
| 12    | أوكرانيا     | حارس   | تيمور بوزانكوف                                   |
| 14    | أوكرانيا     | مهاجم  | دانيلو سيكان                                     |
| 15    | أوكرانيا     | مدافع  | بوهدان ميخايليشينكو (on loan from رويال أندرلخت) |
| 16    | أوكرانيا     | وسط    | دميترو كريسكيف                                   |
| 17    | كرواتيا      | وسط    | نيفين وراسيك                                     |

| الرقم | البلد    | المركز | اللاعب                           |
| ----- | -------- | ------ | -------------------------------- |
| 19    | أوكرانيا | مهاجم  | أندري كولاكوف                    |
| 20    | أوكرانيا | وسط    | Dmytro Topalov                   |
| 21    | أوكرانيا | وسط    | أرتيم بوندارينكو                 |
| 22    | أوكرانيا | مدافع  | ميكولا ماتفيينكو                 |
| 23    | البرازيل | مدافع  | لوكاس تايلور (on loan from PAOK) |
| 26    | أوكرانيا | مدافع  | يوخيم كونوبليا                   |
| 27    | أوكرانيا | وسط    | Oleh Ocheretko                   |
| 28    | أوكرانيا | مدافع  | Marian Faryna                    |
| 29    | أوكرانيا | وسط    | إيهور نازاريان                   |
| 30    | أوكرانيا | حارس   | أندريه بياتوف (قائد الفريق)      |
| 32    | أوكرانيا | مدافع  | Eduard Kozik                     |
| 34    | أوكرانيا | وسط    | إيفان بيترياك                    |
| 81    | أوكرانيا | حارس   | أناتولي تروبين                   |
| 99    | أوكرانيا | مدافع  | Viktor Korniyenko                |

### اللاعبون المعارون
ملاحظة: تشير الأعلام إلى المنتخب الوطني على النحو المحدد في قواعد الأهلية للفيفا. قد يحمل اللاعبون أكثر من جنسية واحدة غير تابعة للفيفا.
| الرقم | البلد    | المركز | اللاعب                                                               |
| ----- | -------- | ------ | -------------------------------------------------------------------- |
|       | أوكرانيا | مدافع  | فاليري بوندارينكو (at نادي أوليكساندريا until 30 June 2023)          |
|       | أوكرانيا | مدافع  | Oleksandr Drambayev (at زولته فاريجيم until 30 June 2023)            |
|       | أوكرانيا | مدافع  | Dmytro Kapinus (at Metalist 1925 Kharkiv ‏ until 30 June 2023)        |
|       | البرازيل | مدافع  | مارلون سانتوس (at نادي مونزا until 30 June 2023)                     |
|       | البرازيل | مدافع  | ماركينيوس سيبريانو (at نادي كروزيرو until 30 June 2023)              |
|       | البرازيل | مدافع  | فينيسيوس توبياس (at ريال مدريد until 30 June 2023)                   |
|       | البرازيل | مدافع  | Vitão (at نادي إنترناسيونال until 30 June 2023)                      |
|       | أوكرانيا | وسط    | Maksym Chekh (at نادي سابيل until 30 June 2023)                      |
|       | أوكرانيا | وسط    | Oleksiy Kashchuk (at نادي صباح until 30 June 2023)                   |
|       | البرازيل | وسط    | مايكون دي أندراده بربران (at نادي كورينثيانز until 31 December 2022) |
|       | أوكرانيا | وسط    | Artur Mykytyshyn (at Kryvbas Kryvyi Rih ‏ until 30 June 2023)         |

| الرقم | البلد    | المركز | اللاعب                                                          |
| ----- | -------- | ------ | --------------------------------------------------------------- |
|       | البرازيل | وسط    | بيدرو فيكتور (at أتلتيكو مينيرو until 30 June 2023)             |
|       | أوكرانيا | وسط    | Denys Shostak (at إشتوريل برايا until 30 June 2023)             |
|       | إسرائيل  | وسط    | مانور سولومون (at نادي فولهام until 30 June 2023)               |
|       | البرازيل | وسط    | تيتي (at أولمبيك ليون until 30 June 2023)                       |
|       | أوكرانيا | مهاجم  | أندري بورياشوك (at Metalist 1925 Kharkiv ‏ until 30 June 2023)   |
|       | أوكرانيا | مهاجم  | Danylo Honcharuk (at Lleida Esportiu until 30 June 2023)        |
|       | أوكرانيا | مهاجم  | Denys Svityukha (at Lleida Esportiu until 30 June 2023)         |
|       | أوكرانيا | مهاجم  | Vladyslav Vakula (at Polissya Zhytomyr ‏ until 31 December 2022) |
|       | أوكرانيا | مهاجم  | Bohdan Vyunnyk (at نادي زيورخ until 30 June 2023)               |

## الملعب

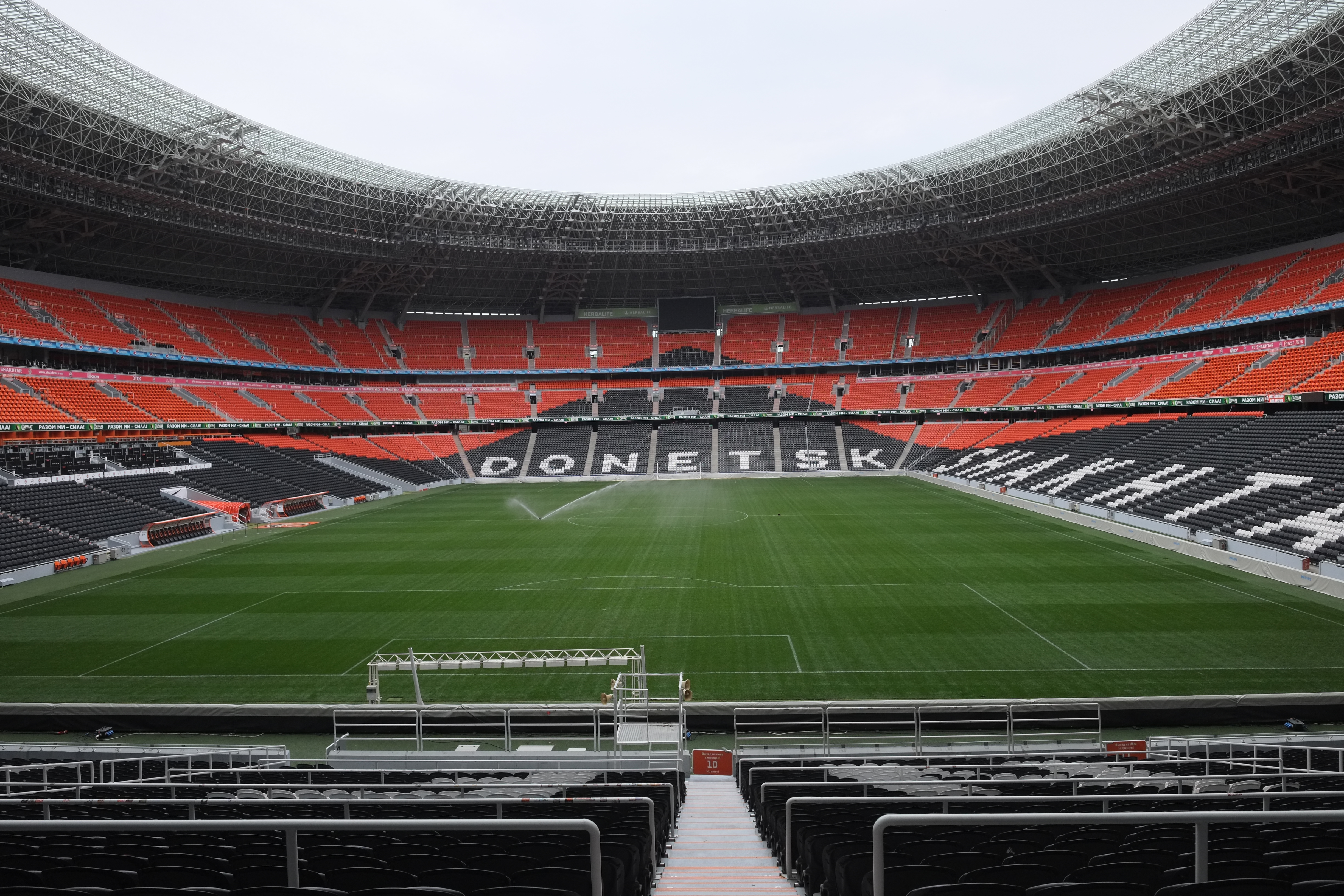
ملعب دونباس أرينا

دونباس أرينا (بالأوكرانية: Донбасс Арена) هو ملعب كرة قدم أرضيته مغطاة بالعشب الطبيعي، ويقع في مدينة دونيتسك جنوب شرقي أوكرانيا، تم افتتاحه يوم 29 أغسطس 2009، حيث يقع الملعب في وسط المدينة بالقرب من حديقة كومسومول لينين.
لدى الملعب القدرة على استيعاب 52,518 متفرج ما يجعله ثاني أكبر ملاعب أوكرانيا بعد ملعب أولمبيسكي الوطني بالعاصمة كييف. يستضيف الملعب مباريات نادي شاختار دونيتسك وبعض المباريات في نهائيات كأس الأمم الأوروبية لكرة القدم 2012. بدأ العمل على بناء الملعب في 27 يونيو 2006 حتى افتتاحه يوم 29 أغسطس 2009، حيث بلغ تكلفته ما يقارب هريفنا أوكرانية أي ما يعادل 194 مليون يورو.

## الإنجازات

### الاتحاد السوفييتي
- الدوري السوفييتي الممتاز
  - الوصيف: 1975, 1979
- الدوري السوفييتي الأول
  - البطل: 1954
  - الوصيف: 1972
- الكأس السوفييتي
  - البطل: 1961, 1962, 1980, 1983
  - الوصيف: 1963, 1978, 1985, 1986
- كأس الاتحاد السوفييتي
  - البطل: 1983
  - الوصيف: 1980, 1985

### محلياً
- الدوري الأوكراني الممتاز
  - البطل (13): 2001–02, 2004–05, 2005–06, 2007–08, 2009–10, 2010–11, 2011–12, 2012–13, 2013–14 , 2016–17، 2017–18، 2018–19، 2019–20
- كأس أوكرانيا
  - البطل (13): 1995, 1997, 2001, 2002, 2004, 2008, 2011, 2012, 2013, 2015–16, 2016–2017، 2017–18, 2018–19
- كأس السوبر الأوكراني 
  - البطل (8): 2005, 2008, 2010, 2012, 2013, 2014, 2015, 2017

### أوروبياً
- دوري أوروبا
  - البطل: 2008–09